# Acryptolaria arboriformis
Acryptolaria arboriformis är en nässeldjursart som först beskrevs av James Cunningham Ritchie 1911.  Acryptolaria arboriformis ingår i släktet Acryptolaria och familjen Lafoeidae. Inga underarter finns listade i Catalogue of Life.